# Monochamus mediomaculatus
Monochamus mediomaculatus là một loài bọ cánh cứng trong họ Cerambycidae.